# Tyfors
Tyfors er en by i Ludvika kommun i Dalarnas län i Sverige, beliggende cirka 1 mil vest for Fredriksberg. Tyfors ligger hvor länsväg 245 fra Ludvika møder riksväg 26, nær grænsen mellem Dalarna og Värmland.
I 1790 blev der anlagt et jernværk, og i år 1800 blev stålsmedjet flyttet dertil fra Strömsdal, men blev i 1849 flyttet til Gravendal. Jernhåndteringen i Tyfors sluttede i år 1882. I 1863 blev der bygget et savværk, og i 1888 et træsliberi til fremstilling af mekanisk papirmasse, som var i drift frem til 1917. Savværket var i drift frem til 1937, men fortsatte til husbehov frem til 1957. Under 2. verdenskrig fandtes et anlæg til fremstilling af nitrocellulose.
I byen findes motorsportsanlægget Hedparken, hvor den årlige folkracekonkurrence Hedparksfestivalen afholdes i regi af Fredriksbergs Motorklubb.

## Jernbane
Byen blev frem til linjens nedlæggelse i 1963 passeret af Säfsnäs järnväg mellem Neva station på Inlandsbanan via Fredriksberg til Hörken/Hällefors på Bergslagsbanan. Banerne blev benyttet til godstransport, men under krigstiden forekom også persontransport.

## Krudtfabrikken
Da krigen i Europa brød ud i 1939 stod Sverige i en situation, hvor det var nødvendigt at producere meget ammunition på kort tid. AB Bofors kunne ikke producere krudt i tilstrækkelig mængde, hvorfor krigsproduktion blev nødvendig. Anlægget i Tyfors blev bygget i samarbejde med Hellefors Bruks AB, som blandt andet forsynede anlægget med arbejdskraft. Der blev primært produceret nitrocellulose. Stedet blev valgt på grund af sin strategiske beliggenhed, langt inde i landet men med gode forbindelser takket være jernbanen (Neva station) og et vejsystem af god kvalitet.
Der blev sendt en militærtrop til området, som blandt andet betjente et antal luftværnsbatterier hvor flyangreb var den største trussel. Under krigen blev anlægget overfløjet mindst én gang, og der findes mundtlige udtalelser om at tyske fly er blevet beskudt. Der findes dog intet bevis på disse udtalelser.
Fabrikken blev bygget i to dele, en overjordisk og en bjergdækket. Der blev produceret krudt under hele krigen, og produktionen ophørte stort set samme dag som krigen sluttede.
Metoderne som blev benyttet i Tyfors var relativt primitive, og passede til masseproduktion i krigstiden, men ikke til fredsmæssig produktion. Anlægget blev derfor ikke videreudviklet. I stedet blev teknikken udviklet på et andet, mere rationelt sted. Anlægget blev dog bibeholdt til reserveproduktion frem til 1973. Stedet er efterhånden forfaldt, men en del af det findes stadigvæk i dag.
SVT har lavet en reportage om anlægget i serien Hemliga svenska rum.